# Datsun 12
Der Datsun 12 war eine Weiterentwicklung des Datsun 11. Die Karosserie veränderte sich kaum, jedoch gab es erhebliche Änderungen an der Mechanik. Für 1933 wurden die Vorschriften bezüglich der maximalen Größe des Motors für Kleinwagen in Japan geändert. Datsun hatte erfolgreich einen Antrag an die Regierung gestellt, sodass die Motorkapazität erhöht werden konnte. Mr. Takeuchi, einer der größten Investoren bei Datsun, war der Cousin des Ex-Premierministers von Japan und hatte daher wahrscheinlich immer noch gute Verbindungen in die Politik. So gab es nun die neue Regelung, dass Kleinwagen eine maximale Hubraumgröße von 750 cm³ haben dürfen. Datsun vergrößerte seinen Motor auf 748 cm³, wodurch die Leistung auf 12 PS stieg.
Die Änderungen an der Karosserie betrafen die Türen, deren Oberkanten abrundet wurden, wodurch der Wagen eine gefälligere Form erhielt. In Höhe der Gürtellinie wurde ein Zierstreifen, der rundum verlief, in einer Kontrastfarbe lackiert. Während der Motor und das 3-Gang-Schaltgetriebe entweder von der Yanase Motor oder der Nihon Jidosha Corporation hergestellt wurden, lieferte das Chassis das Osaka Werk von Automotive von Tobata Casting, welche kurz darauf in Nissan umbenannt wurde. 
1934 löste der Datsun 13 nach 150 gebauten Exemplaren das Modell ab.      